# Hans Holmqvist
Hans Holmqvist (Stoccolma, 27 aprile 1960) è un ex calciatore svedese, di ruolo attaccante o centrocampista.

## Carriera

### Club
Holmqvist esordisce nella massima divisione svedese nel 1979 con la maglia del Djurgården, squadra di Stoccolma nella quale rimane fino al 1983, quando passa ai concittadini dell'Hammarby. Dopo una sola stagione si trasferisce nell'allora Germania Ovest nelle file del Fortuna Düsseldorf, dove rimane per due anni, prima di tornare all'Hammarby per una stagione. Nel 1987 va in Svizzera, nello Young Boys, dove mette a segno 10 gol nell'unica annata in terra elvetica.
Nell'estate del 1988 approda in Italia, nelle file del Cesena di Alberto Bigon, che ha appena visto partire Ruggiero Rizzitelli e ritornare Massimo Agostini. In Romagna lo svedese non riesce a lasciare il segno: nelle due stagioni in maglia bianconera scende in campo 20 volte, realizzando un solo gol, seppure ricordato dai tifosi a distanza di molti anni poiché grazie ad esso, messo a segno l'8 gennaio 1989 allo stadio Dino Manuzzi, i padroni di casa riescono a battere per 1-0 il Milan di Arrigo Sacchi.
Nel 1990, al termine dell'esperienza italiana, Holmqvist torna a giocare in Svezia, accasandosi all'Örebro, squadra con cui conclude l'attività agonistica nel 1993.

### Nazionale
Indossa la maglia della Svezia in 27 occasioni tra il 1983 e il 1988 mettendo a segno 4 gol.

## Statistiche

### Cronologia presenze e reti in nazionale
| Cronologia completa delle presenze e delle reti in nazionale ― Svezia | Cronologia completa delle presenze e delle reti in nazionale ― Svezia | Cronologia completa delle presenze e delle reti in nazionale ― Svezia | Cronologia completa delle presenze e delle reti in nazionale ― Svezia | Cronologia completa delle presenze e delle reti in nazionale ― Svezia | Cronologia completa delle presenze e delle reti in nazionale ― Svezia | Cronologia completa delle presenze e delle reti in nazionale ― Svezia | Cronologia completa delle presenze e delle reti in nazionale ― Svezia |
| Data                                                                  | Città                                                                 | In casa                                                               | Risultato                                                             | Ospiti                                                                | Competizione                                                          | Reti                                                                  | Note                                                                  |
| --------------------------------------------------------------------- | --------------------------------------------------------------------- | --------------------------------------------------------------------- | --------------------------------------------------------------------- | --------------------------------------------------------------------- | --------------------------------------------------------------------- | --------------------------------------------------------------------- | --------------------------------------------------------------------- |
| 16-11-1983                                                            | Port of Spain                                                         | Trinidad e Tobago                                                     | 0 – 5                                                                 | Svezia                                                                | Amichevole                                                            | -                                                                     | 80’                                                                   |
| 19-11-1983                                                            | Bridgetown                                                            | Barbados                                                              | 0 – 4                                                                 | Svezia                                                                | Amichevole                                                            | -                                                                     |                                                                       |
| 23-2-1984                                                             | Jönköping                                                             | Svezia                                                                | 4 – 0                                                                 | Stati Uniti                                                           | Amichevole                                                            | -                                                                     | 59’                                                                   |
| 2-5-1984                                                              | Berna                                                                 | Svizzera                                                              | 0 – 0                                                                 | Svezia                                                                | Amichevole                                                            | -                                                                     |                                                                       |
| 23-5-1984                                                             | Norrköping                                                            | Svezia                                                                | 4 – 0                                                                 | Malta                                                                 | Qual. Mondiali 1986                                                   | -                                                                     | 60’                                                                   |
| 6-6-1984                                                              | Göteborg                                                              | Svezia                                                                | 0 – 1                                                                 | Danimarca                                                             | Amichevole                                                            | -                                                                     | 67’                                                                   |
| 12-9-1984                                                             | Solna                                                                 | Svezia                                                                | 0 – 1                                                                 | Portogallo                                                            | Qual. Mondiali 1986                                                   | -                                                                     |                                                                       |
| 26-9-1984                                                             | Milano                                                                | Italia                                                                | 1 – 0                                                                 | Svezia                                                                | Amichevole                                                            | -                                                                     |                                                                       |
| 17-10-1984                                                            | Colonia                                                               | Germania Ovest                                                        | 2 – 0                                                                 | Svezia                                                                | Qual. Mondiali 1986                                                   | -                                                                     | 68’                                                                   |
| 11-9-1985                                                             | Copenaghen                                                            | Danimarca                                                             | 0 – 3                                                                 | Svezia                                                                | Amichevole                                                            | -                                                                     | 68’                                                                   |
| 25-9-1985                                                             | Solna                                                                 | Svezia                                                                | 2 – 2                                                                 | Germania Ovest                                                        | Qual. Mondiali 1986                                                   | -                                                                     | 75’                                                                   |
| 16-10-1985                                                            | Praga                                                                 | Cecoslovacchia                                                        | 2 – 1                                                                 | Svezia                                                                | Qual. Mondiali 1986                                                   | -                                                                     | 65’                                                                   |
| 17-11-1985                                                            | Ta' Qali                                                              | Malta                                                                 | 1 – 2                                                                 | Svezia                                                                | Qual. Mondiali 1986                                                   | -                                                                     |                                                                       |
| 1-5-1986                                                              | Malmö                                                                 | Svezia                                                                | 0 – 0                                                                 | Grecia                                                                | Amichevole                                                            | -                                                                     | 61’                                                                   |
| 14-5-1986                                                             | Salisburgo                                                            | Austria                                                               | 1 – 0                                                                 | Svezia                                                                | Amichevole                                                            | -                                                                     |                                                                       |
| 6-8-1986                                                              | Helsinki                                                              | Finlandia                                                             | 1 – 3                                                                 | Svezia                                                                | Amichevole                                                            | -                                                                     | 86’                                                                   |
| 3-6-1987                                                              | Solna                                                                 | Svezia                                                                | 1 – 0                                                                 | Italia                                                                | Qual. Euro 1988                                                       | -                                                                     |                                                                       |
| 17-6-1987                                                             | Losanna                                                               | Svizzera                                                              | 1 – 1                                                                 | Svezia                                                                | Qual. Euro 1988                                                       | -                                                                     |                                                                       |
| 12-8-1987                                                             | Oslo                                                                  | Norvegia                                                              | 0 – 0                                                                 | Svezia                                                                | Amichevole                                                            | -                                                                     |                                                                       |
| 31-3-1988                                                             | Berlino Ovest                                                         | Germania Ovest                                                        | 1 – 1 dts (2 – 4 dtr)                                                 | Svezia                                                                | Amichevole                                                            | -                                                                     |                                                                       |
| 2-4-1988                                                              | Berlino Ovest                                                         | Svezia                                                                | 2 – 0                                                                 | Unione Sovietica                                                      | Amichevole                                                            | 1                                                                     |                                                                       |
| 27-4-1988                                                             | Solna                                                                 | Svezia                                                                | 4 – 1                                                                 | Galles                                                                | Amichevole                                                            | 2                                                                     |                                                                       |
| 1-6-1988                                                              | Salamanca                                                             | Spagna                                                                | 1 – 3                                                                 | Svezia                                                                | Amichevole                                                            | -                                                                     |                                                                       |
| 31-8-1988                                                             | Solna                                                                 | Svezia                                                                | 1 – 2                                                                 | Danimarca                                                             | Amichevole                                                            | -                                                                     |                                                                       |
| 12-10-1988                                                            | Göteborg                                                              | Svezia                                                                | 0 – 0                                                                 | Portogallo                                                            | Amichevole                                                            | -                                                                     |                                                                       |
| 19-10-1988                                                            | Londra                                                                | Inghilterra                                                           | 0 – 0                                                                 | Svezia                                                                | Qual. Mondiali 1990                                                   | -                                                                     | 63’                                                                   |
| 5-11-1988                                                             | Tirana                                                                | Albania                                                               | 1 – 2                                                                 | Svezia                                                                | Qual. Mondiali 1990                                                   | 1                                                                     | 66’                                                                   |
| Totale                                                                |                                                                       | Presenze                                                              | 27                                                                    |                                                                       | Reti                                                                  | 4                                                                     |                                                                       |